# Clamecy (Nièvre)
Clamecy is een gemeente en kleine stad in Frankrijk. Het ligt in noorden van het departement Nièvre, waarvan het een onderprefectuur is. De gemeente telde 3.597 inwoners op 1 januari 2022. De stad ligt aan de Yonne. 

## Geschiedenis
In 634 wordt de stad als Clamiciacus genoemd. Monniken van de abdij Saint-Julien in Auxerre vestigden zich op een hoogte boven de Yonne en begonnen het moerasachtige gebied rondom te ontginnen. In de 9e of de 10e eeuw bouwden de graven van Nevers een burcht op deze strategische plaats. De graven vestigden in de plaats hun munt en de stad werd een regionaal handelscentrum. Clamecy kreeg een stadsmuur met daarin drie poorten en achttien torens. Naast deze versterkte stad groeiden twee buitenwijken: de Faubourg de Beuvron en de Faubourg de Bethléem.
Van 1225 tot aan de Franse Revolutie was Clamecy een bisschopsstad. De bisschoppen van Bethlehem kwamen na de val van het koninkrijk Jeruzalem in de 13e eeuw naar het Bourgondische stadje, omdat graaf Guillaume IV van Nevers hun daar een landgoed had nagelaten. De voormalige kathedraal, een klein gebouw, is grotendeels verdwenen. Ook van de burcht van de heren van Clamecy, die naast de Collegiale Sint-Martinus stond, zijn weinig sporen over. Op de plaats van de burcht werd tussen 1859 en 1861 het gemeentehuis gebouwd.
Clamecy was vanaf de 16e eeuw een centrum voor houttransport. Hier werden gekapte bomen uit de Morvan via het Canal du Nivernais verzameld en in enorme vlotten over de Yonne en de Seine naar Parijs gebracht. Daar werd het hout gebruikt voor verwarming. Het laatste vlot voer in 1923.
Begin december 1851 was Clamecy een bolwerk van het verzet tegen de staatsgreep van Karel Lodewijk Napoleon Bonaparte. Republikeinse opstandelingen hielden de stad gedurende enkele dagen in handen tot hun verzet werd gebroken door het leger. Zes personen werden ter dood veroordeeld en nog eens 46 werden gedeporteerd naar Algerije.
De stad groeide dankzij de komst van de spoorweg (1868) en een chemiefabriek (1894). Op haar hoogtepunt stelde de SPCC (Société des Produits Chimiques de Clamecy) tot 500 mensen tewerk.

## Geografie
De oppervlakte van Clamecy bedroeg op 1 januari 2022 30,26 vierkante kilometer; de bevolkingsdichtheid was toen 118,9 inwoners per km².
De stad ligt aan de samenvloeiing van de Yonne en de Beuvron en aan het Canal du Nivernais.
De onderstaande kaart toont de ligging van Clamecy met de belangrijkste infrastructuur en aangrenzende gemeenten.

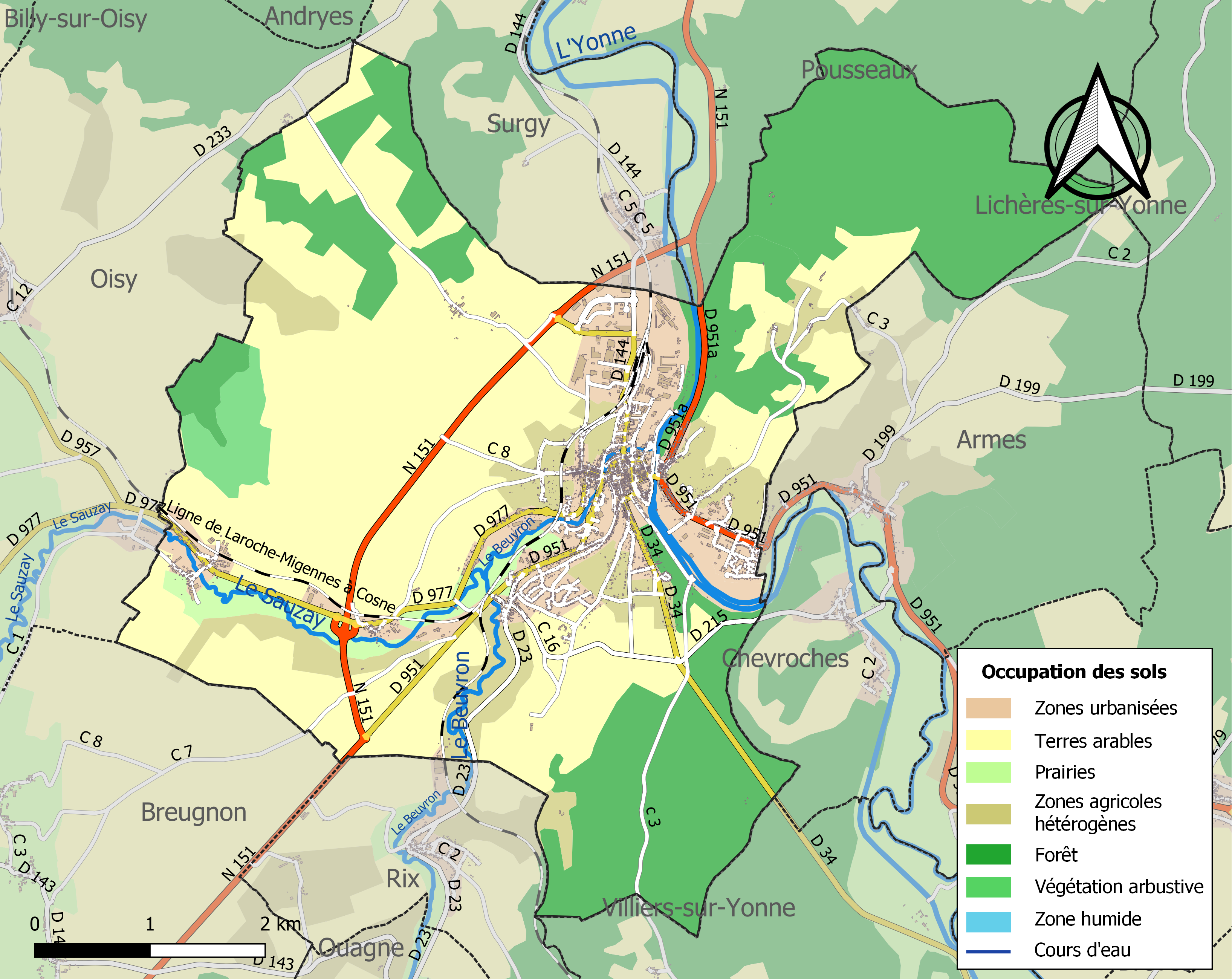

## Demografie
Onderstaande figuur toont het verloop van het inwonertal (bron: INSEE-tellingen).

## Bezienswaardigheden
De Collegiale Sint-Martinus van Clamecy uit de 12e tot de 16e eeuw heeft een façade die gedecoreerd is in flamboyante gotische stijl met een heel groot timpaan. In het interieur bevindt zich een schijndoksaal, dat in de 19e eeuw door Eugène Viollet-le-Duc is ontworpen om het verzakken van twee zuilen te voorkomen.
De Église Notre-Dame-de-Bethléem herinnert aan de tijd van de bisschoppen van Bethlehem. De kerk van architect Georges-Théodore Renaud dateert uit 1927 en is gebouwd van beton in oriëntaalse stijl.
In het centrum van Clamecy bevindt zich een aantal oude huizen daterend uit de 15e tot de 18e eeuw. In het geboortehuis van Romain Rolland, Nobelprijswinnaar literatuur, is het Musée d'Art et d'Histoire Romain Rolland gevestigd.

## Geboren

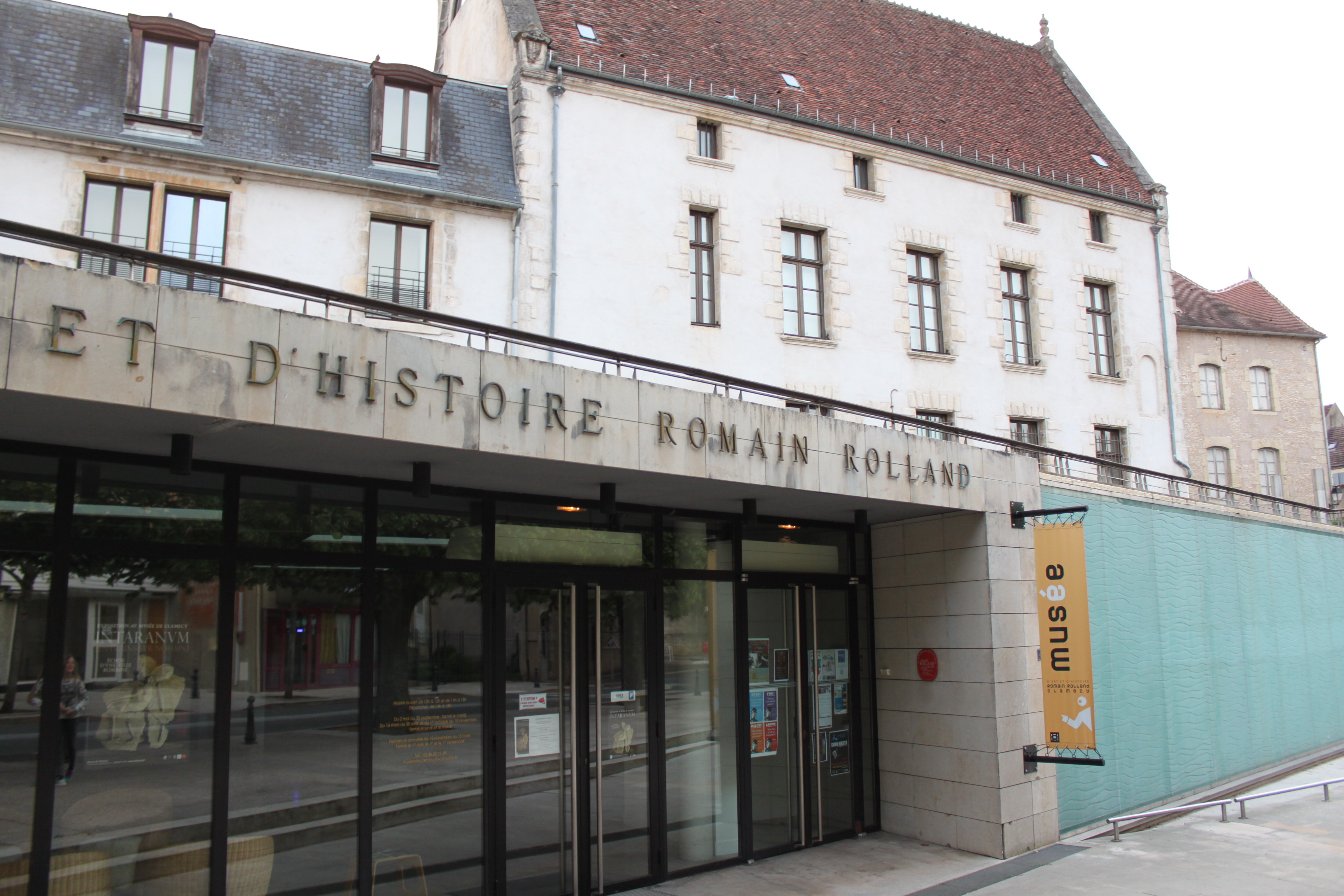
Museum aan het geboortehuis van Romain Rolland

- André Giroud de Villette (1752-1787), ballonvaarder
- Claude Tillier (1801-1844), journalist en schrijver
- Édouard Séguin (1812-1880), arts en wetenschapper
- Hippolyte Marié-Davy (1820-1893), uitvinder
- Romain Rolland (1866-1944), schrijver en Nobelprijswinnaar (1915)
- Alain Colas (1943-1978), zeiler
- Arnaud Montebourg (1962), politicus

## Overleden
- Eric Schneider (1934-2022), Nederlands acteur